# النجود (بني سعد)

تعديل مصدري - تعديل

النجود هي إحدى قرى عزلة عتمة بمديرية بني سعد التابعة لمحافظة المحويت، بلغ تعداد سكانها 572 نسمة حسب تعداد اليمن لعام 2004.